# Marta Melusja Rybka
Melusja Marta Rybka (ur. 11 lipca 1905 w Pawłowie, zm. 24 marca 1945 w Nysie) – niemiecka zakonnica ze Zgromadzenia Sióstr św. Elżbiety (elżbietanek), męczennica okresu II wojny światowej, błogosławiona Kościoła katolickiego.

## Życiorys
Marta Rybka urodziła się w 1905, w diecezji opolskiej, jako córka Nicolausa i Victorii z domu Kurek. Pięć dni później, 16 lipca została ochrzczona w kościele św. Michała Archanioła w Pawłowie koło Raciborza. Idąc za głosem powołania 5 października 1927 wstąpiła do Zgromadzenia Sióstr św. Elżbiety, którego założycielką była bł. Maria Luiza Merkert CSSE. W następnym roku, 19 kwietnia rozpoczęła roczny nowicjat, przyjmując podczas obłóczyn habit zakonny oraz obierając imię zakonne Melusja. 22 kwietnia 1929 przyjęła pierwsze śluby czasowe, a 31 lipca 1934 złożyła śluby wieczyste. Przez cały czas swojej zakonnej drogi posługiwała w Nysie, pracując m.in. w zakonnym ogrodzie, piekarni oraz wykonując podstawowe prace domowe. Tam zastał ją tragiczny wybuch II wojny światowej.

## Męczeństwo
Z początkiem 1945 wskutek zbliżającego się od wschodu frontu nakazano bezwzględną ewakuację mieszkańców Nysy. Jednak z powodu braku dostatecznych środków transportu dla osób starszych i chorych nie była ona wtedy możliwa. Skutkiem tego wiele osób oraz nyskich sióstr elżbietanek pozostało w swoich domach. W marcu idący front żołnierzy Armii Czerwonej zbliżał się do Nysy, gdzie posługiwała chorym, którzy schronili się w zakonnym Domu św. Jerzego, siostra Melusja. Po wkroczeniu i zajęciu przez nich miasta, tragicznym okazał się dzień 24 marca w atmosferze strachu, prześladowań oraz przemocy fizycznej przez sowieckich żołnierzy.
Kluczowe wydarzenia rozegrały się w Domu św. Jerzego klasztoru przy ulicy Słowiańskiej 16. Siostra Melusja najpierw stanęła w obronie uczennicy prowadzonej przez siostry szkoły gospodarstwa domowego, którą zaatakował z niskich pobudek jeden z żołnierzy, chcąc ją zgwałcić, a potem sama została przez niego zaatakowana. Cztery siostry wraz z około trzydziestu starszymi osobami, które schroniły się w pobliskiej piwnicy, słyszały szamotaninę i strzały. Około godziny 18:00 wycofujące się wojsko podłożyło ogień, który od strony refektarza przedostał się do pokoi i zniszczył cały parter budynku. Pożar zatrzymał się przy pokoju, gdzie rozegrał się ostatni dramat zamordowanej – jak się później okazało – siostry Melusji. Dopiero trzy dni później, 27 marca siostry z Domu św. Elżbiety mogły przez wjazd dotrzeć do Domu św. Jerzego. W pokoju zobaczyły zastrzeloną, strzałem w głowę, leżącą na podłodze w kałuży krwi z rozciągniętymi ramionami siostrę Melusję. Z pomocą starszej kobiety oraz innej siostry zwłoki przeniesiono do ogrodu Domu św. Elżbiety, gdzie zostały pochowane obok zwłok siostry Sapientii i siostry Felicitas w zbiorowej mogile przyklasztornej przy ul. Słowiańskiej na której później umieszczono tablicę pamiątkową na krzyżu nagrobnym.

## Proces beatyfikacji
Kościół mocą tradycji oraz szacunku do depozytu wiary, złożonego na Krzyżu przez Chrystusa otacza szczególną czcią jego spadkobierców, którzy w jego obronie złożyli swoje życie w ofierze ponosząc śmierć męczeńską. Mając to na uwadze, po zakończeniu działań wojennych przystąpiono do rozpoznania i sporządzenia listy osób konsekrowanych, które broniąc tego depozytu zostały zamordowane. Początkowo pojedynczo (Maksymilian Maria Kolbe OFMConv., Edyta Stein OCD i bp Michał Kozal), a potem zbiorowo, stopniowo grupując liczne grono męczenników okresu II wojny światowej, kościół wynosił ich na ołtarze. Pierwsza grupa 108 męczenników tego okresu została beatyfikowana 13 czerwca 1999 w Warszawie przez papieża Jana Pawła II podczas jego pielgrzymki do Polski.
W macierzystym zakonie siostry Melusji powstała po jej męczeńskiej śmierci szlachetna myśl, aby uczynić co możliwe w celu wyniesienia jej na ołtarze. Jednak przez długie lata powojenne ze względów, głównie politycznych w Polsce nie było to możliwe. Dopiero w 2009 Zarząd Generalny sióstr elżbietanek dysponując stosownymi, zebranymi i uporządkowanymi dokumentami podjął decyzję o wszczęciu postępowania beatyfikacyjnego. Następnie, w lutym 2010 na ręce metropolity wrocławskiego abp. Mariana Gołębiewskiego, siostry elżbietanki zwróciły się z prośbą o wyniesienie na ołtarze dziesięciu swoich sióstr prowincji wrocławskiej, w tym również siostry Marty Melusji Rybki.
25 listopada 2011 w archikatedrze św. Jana Chrzciciela we Wrocławiu uroczystą mszą świętą został otwarty proces beatyfikacyjny przez abp. Mariana Gołębiewskiego siostry Marii Paschalis Jahn z grupą dziewięciu innych elżbietanek (wśród nich siostry Melusji), które poniosły męczeńską śmierć w okresie ostatniej wojny. Powołany został specjalny Trybunał Diecezjalny w celu zbadania dokumentacji, świątobliwości życia i okoliczności męczeństwa wszystkich sióstr, a postulatorką procesu została mianowana elżbietanka s. Miriam Zając CSSE. Specjalnym listem zwrócono się do wiernych z apelem o udostępnienie posiadanych dokumentów mogących dokładniej zbadać życie i działalność sióstr. 26 września 2015 w archikatedrze wrocławskiej abp. Józef Kupny w uroczystej mszy świętej zakończył proces na szczeblu diecezjalnym z udziałem czterech z dziesięciu rodzin zamordowanych sióstr, po czym akta zostały przekazane watykańskiej Kongregacji Spraw Kanonizacyjnych. 4 grudnia 2015 wydano dekret o ważności procesu diecezjalnego, a w 2019 złożono tzw. Positio, wymagane w dalszej procedurze beatyfikacyjnej. Na postulatorkę generalną wyznaczono s. Marię Paulę Zaborowską CSSE. 24 listopada 2020 odbyła się sesja konsultorów teologicznych, a 1 czerwca 2021 sesja kardynałów i biskupów Kongregacji Spraw Kanonizacyjnych, która zaakceptowała propozycje jej beatyfikacji. 19 czerwca 2021 papież Franciszek podpisał dekret o jej męczeństwie, co otworzyło drogę do beatyfikacji. Odtąd przysługiwał jej tytuł Czcigodnej Służebnicy Bożej.
11 czerwca 2022 podczas uroczystej eucharystii w archikatedrze św. Jana Chrzciciela we Wrocławiu, kard. Marcello Semeraro, reprezentujący papieża Franciszka dokonał uroczystej beatyfikacji Marii Paschalis Jahn i dziewięciu Towarzyszek, wśród których była także Marta Melusja Rybka.